# Église Notre-Dame de l'Espinasse
L'église Notre-Dame de l'Espinasse est une église située en France sur le territoire de la commune de Millau, dans le département de l'Aveyron, en région Occitanie.
Elle fait l'objet d'une protection au titre des monuments historiques.

## Localisation
L'église est située dans le centre-ville de Millau, dans le quart sud-est département français de l'Aveyron.

## Historique

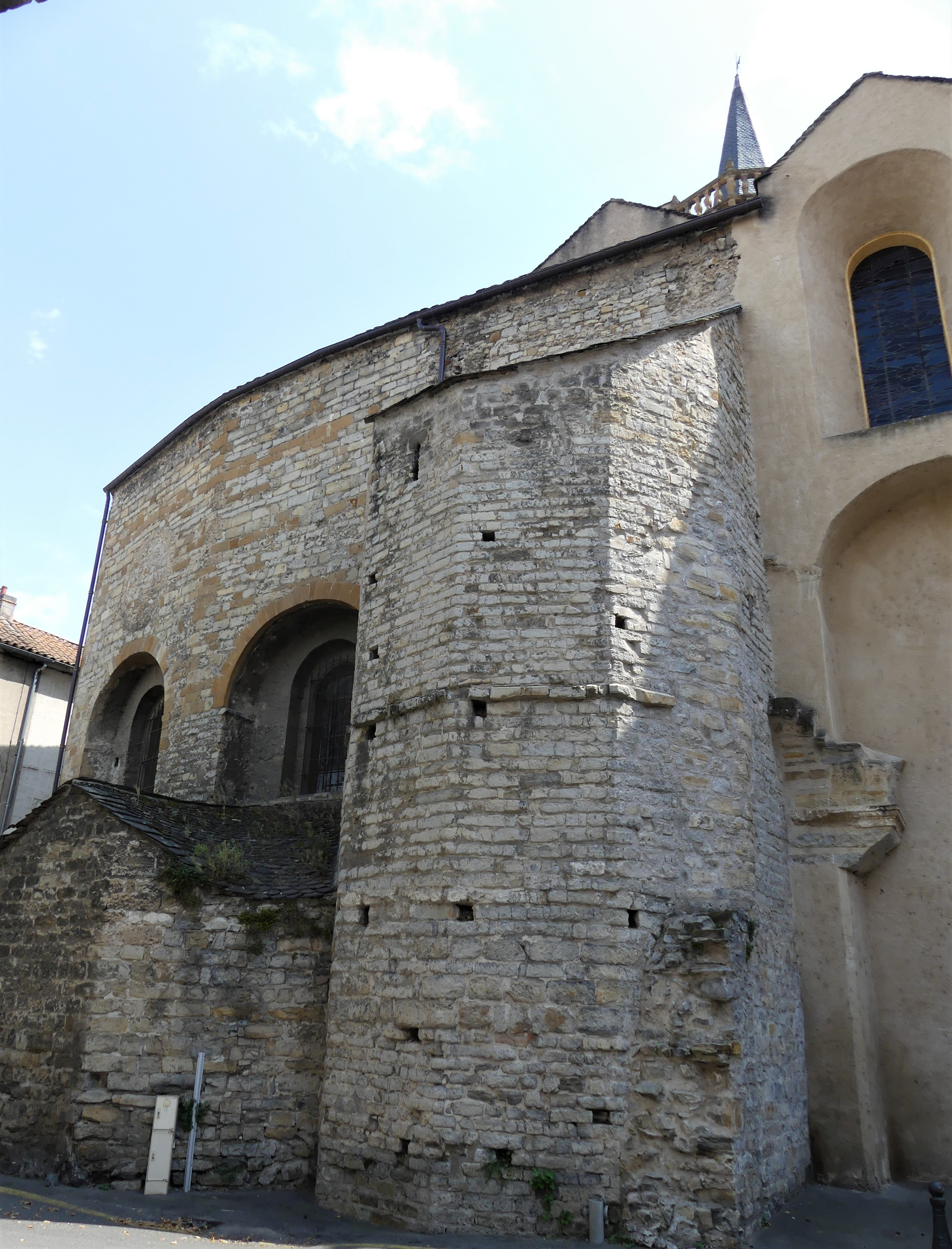
Vestiges du clocher nord.

Bâtie à l'instigation des rois de France, l'église Notre-Dame est leur propriété avant de passer à celle des vicomtes de Millau.
En 1070, Béranger II, le vicomte de Millau et de Gévaudan, contacte les bénédictins de l'abbaye Saint-Victor de Marseille et leur en cède la propriété ainsi qu'un vaste terrain leur permettant d'y établir un monastère. Un prieuré s'y établit et l'église prend le nom de « Sainte-Marie » de Millau.
Après avoir été prêcher pour la première croisade à Clermont, le pape Urbain II consacre cette église le 25 août 1096.
Le nom de Notre-Dame de l'Espinasse provient d'une relique qui y était vénérée au XIIIe siècle : « une épine de la Sainte couronne du Sauveur ».
Pendant les guerres de Religion, les protestants s'en prennent à l'église et au prieuré à trois reprises, en 1561, 1568 et 1582, détruisant les bâtiments. Le culte catholique étant interdit à Millau à cette époque, l'église reste en ruine jusqu'en 1601 et son clocher s'écroule en 1613. La reconstruction de l'édifice commence en 1633, sur les plans et sous la direction de l'architecte Jacques Beaudouin (ou Baudouin),. À partir de 1641, les travaux continuent sous la direction de deux maçons, Jean Favières et Julien Baudoin, permettant la réouverture de l'église en 1646, bien avant la fin des travaux qui intervient onze ans plus tard. Trois chapelles sont ajoutées de 1683 à 1715 et les tribunes latérales le long de la nef en 1759-1760. Pendant la Révolution, Notre-Dame devient le temple de la Raison de Millau pendant deux ans. Quatre nouvelles chapelles sont ajoutées de 1822 à 1850. En 1869 sont installés les vitraux du chœur réalisés par « Grenade et Besseyrias ». En 1911, l'atelier Louis Gesta de Toulouse réalise un autre vitrail. En 1939, Jean Bernard peint le plafond de l'abside, l'illustrant des scènes de la vie de la Vierge et du Christ.
L'église est classée au titre des monuments historiques le 12 décembre 1945.
En 1982, le maître verrier Claude Baillon crée huit vitraux modernes pour remplacer ceux de la nef qui avaient été détruits l'année précédente lors d'une tempête.

## Architecture
L'église est orientée est-ouest. Le clocher octogonal à trois étages surmonte côté sud la cinquième travée de la nef. Côté nord, la base symétrique de l'autre clocher a été conservée et la toiture à deux pans est recouverte de lauzes calcaires.
À l'ouest, un double portail de style Renaissance permet l'accès à l'édifice.
Lors de la reconstruction de 1633, les plans prévoyaient un bas-côté en plus de la nef et un chœur circulaire avec des chapelles rayonnantes.
L'intérieur de l'édifice actuel présente une nef de cinq travées longue de 36 mètres pour 14 de large, que prolonge une abside à cinq pans coupés, dont le plafond est entièrement orné par la fresque représentant les épisodes de la vie de la Vierge et du Christ,. Recouverte d'une voûte d'ogives, la nef est éclairée par huit vitraux modernes et présente côté sud, depuis le portail, un escalier à vis, une ancienne sacristie, deux chapelles et le clocher, alors que côté nord, les anciennes chapelles et les fonts baptismaux ont disparu. Des tribunes ceinturent l'intérieur de la nef au nord, au sud et à l'ouest, au-dessus du portail d'entrée, endroit où a été installé l'orgue.
Les bâtiments du monastère initial ont été détruits et remplacés par une école primaire.

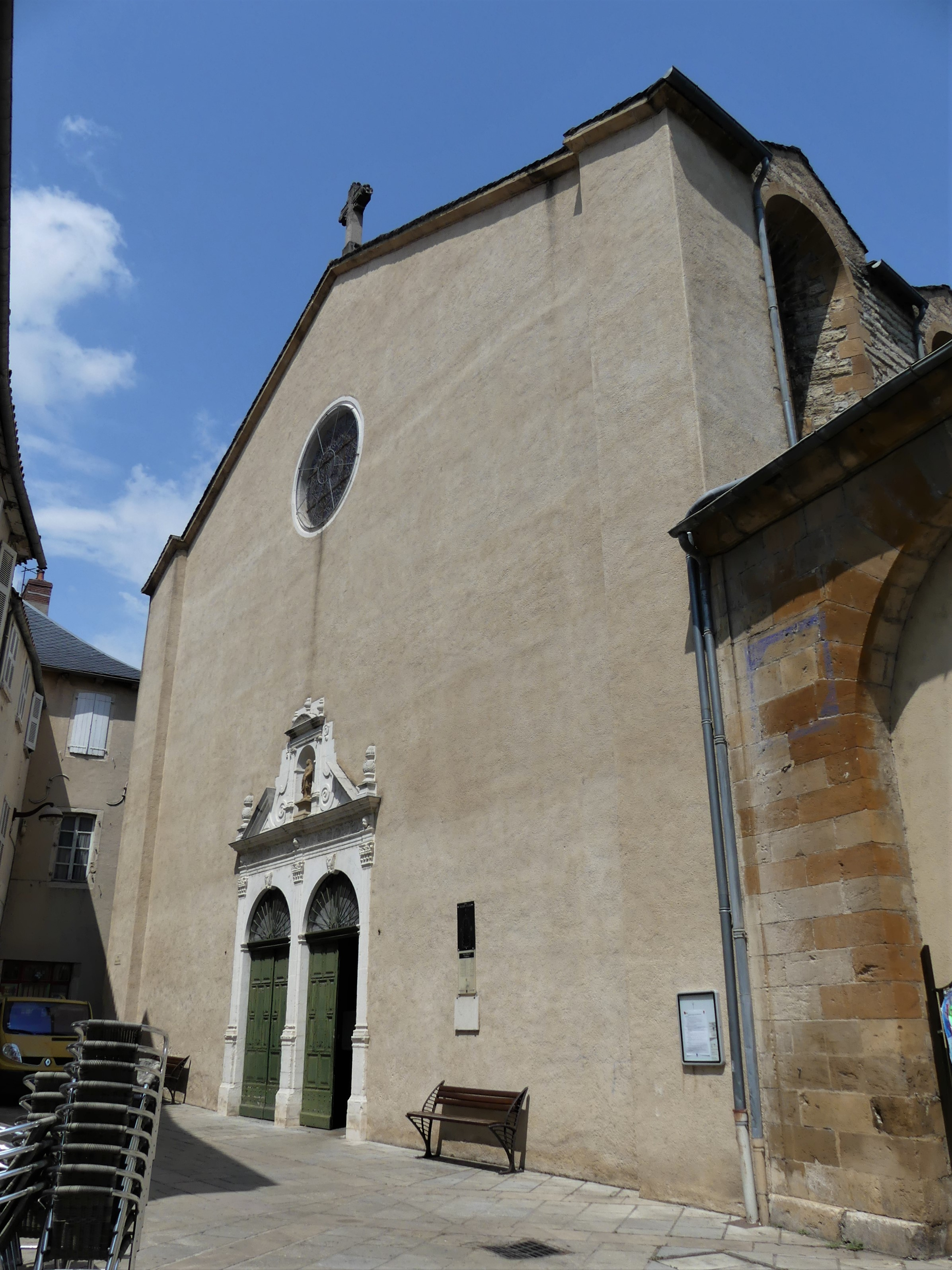
La façade occidentale.
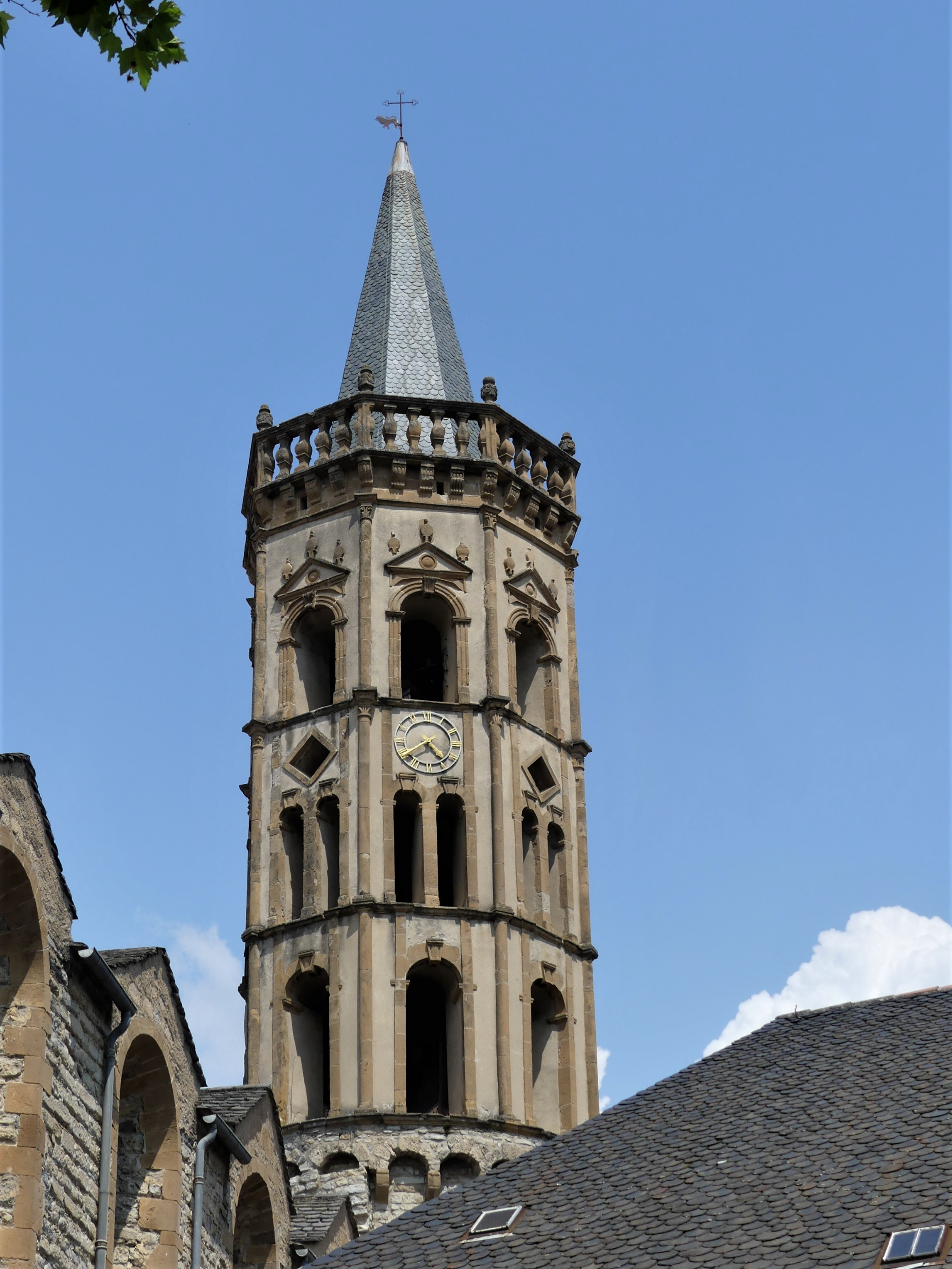
Le clocher à trois étages.
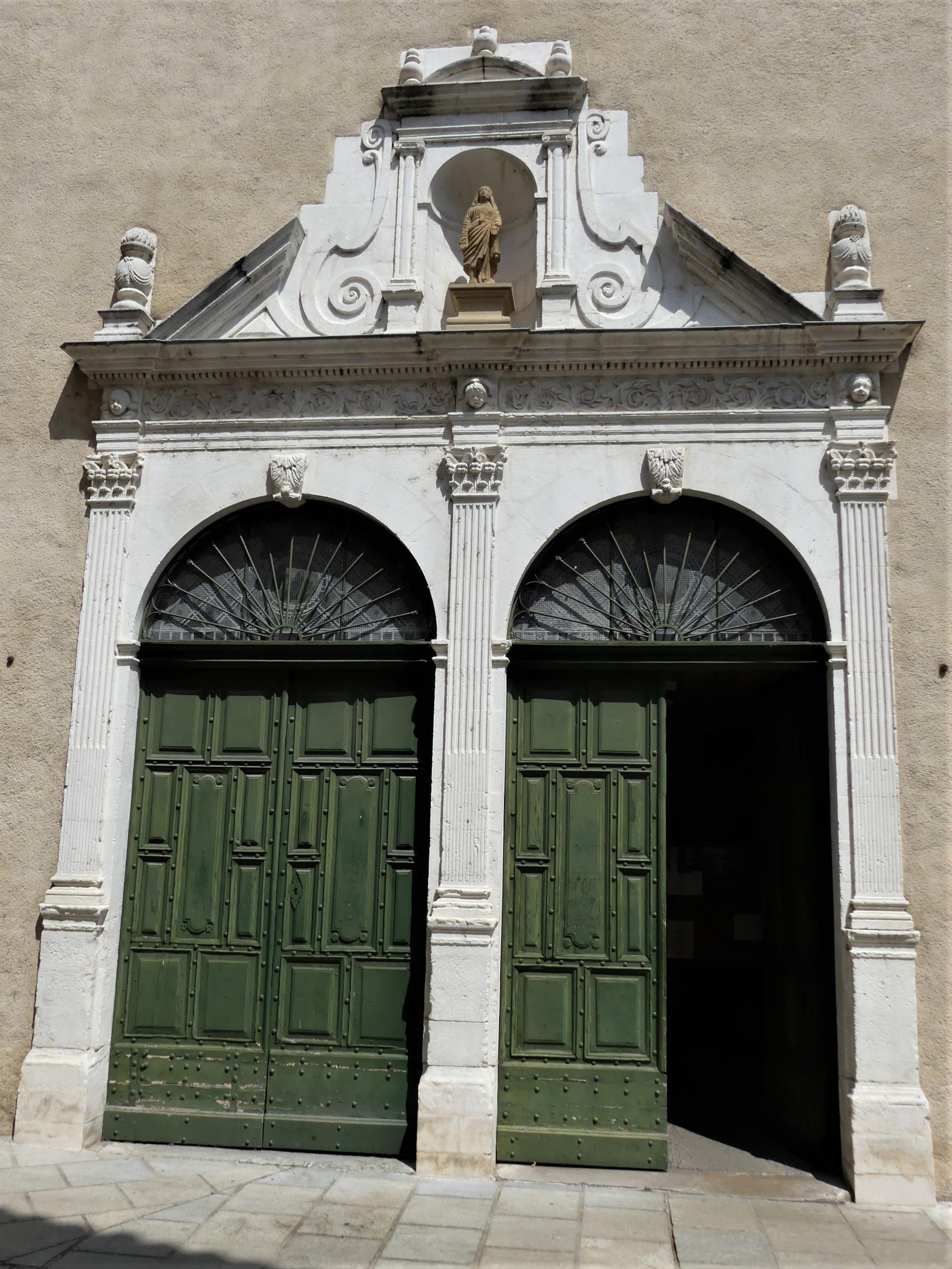
Le portail double Renaissance.
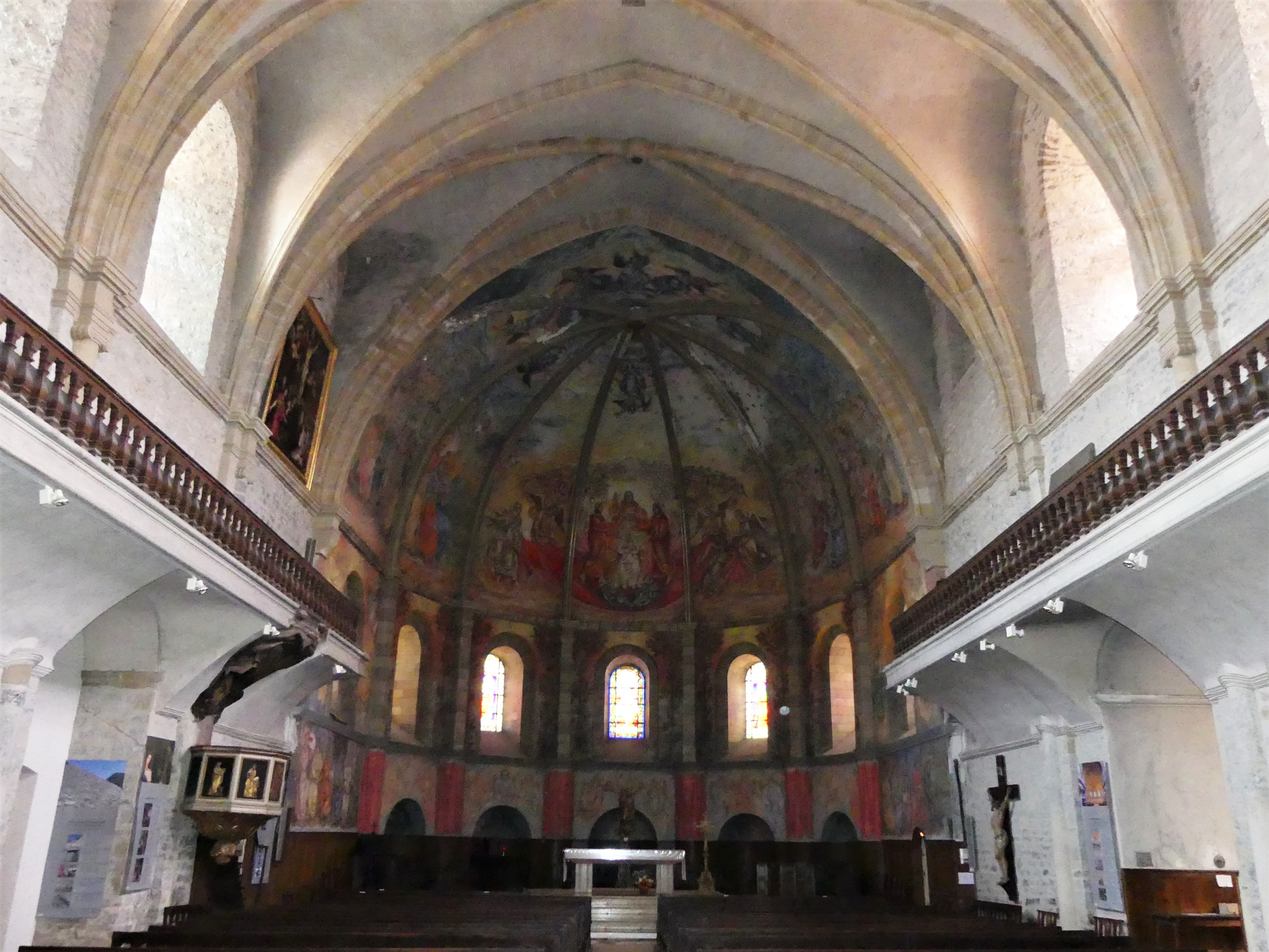
La nef et le chœur.
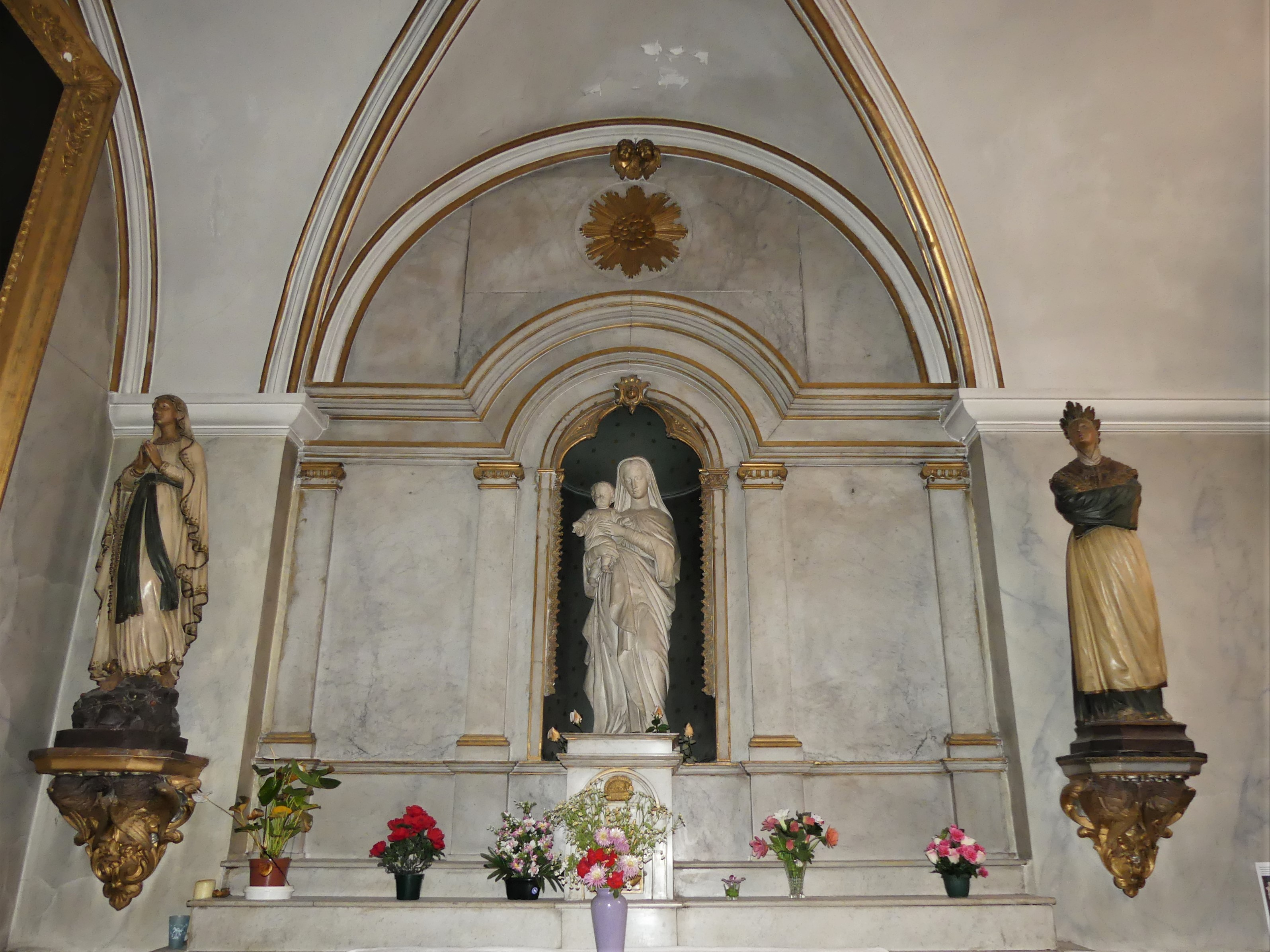
La chapelle de la Vierge.
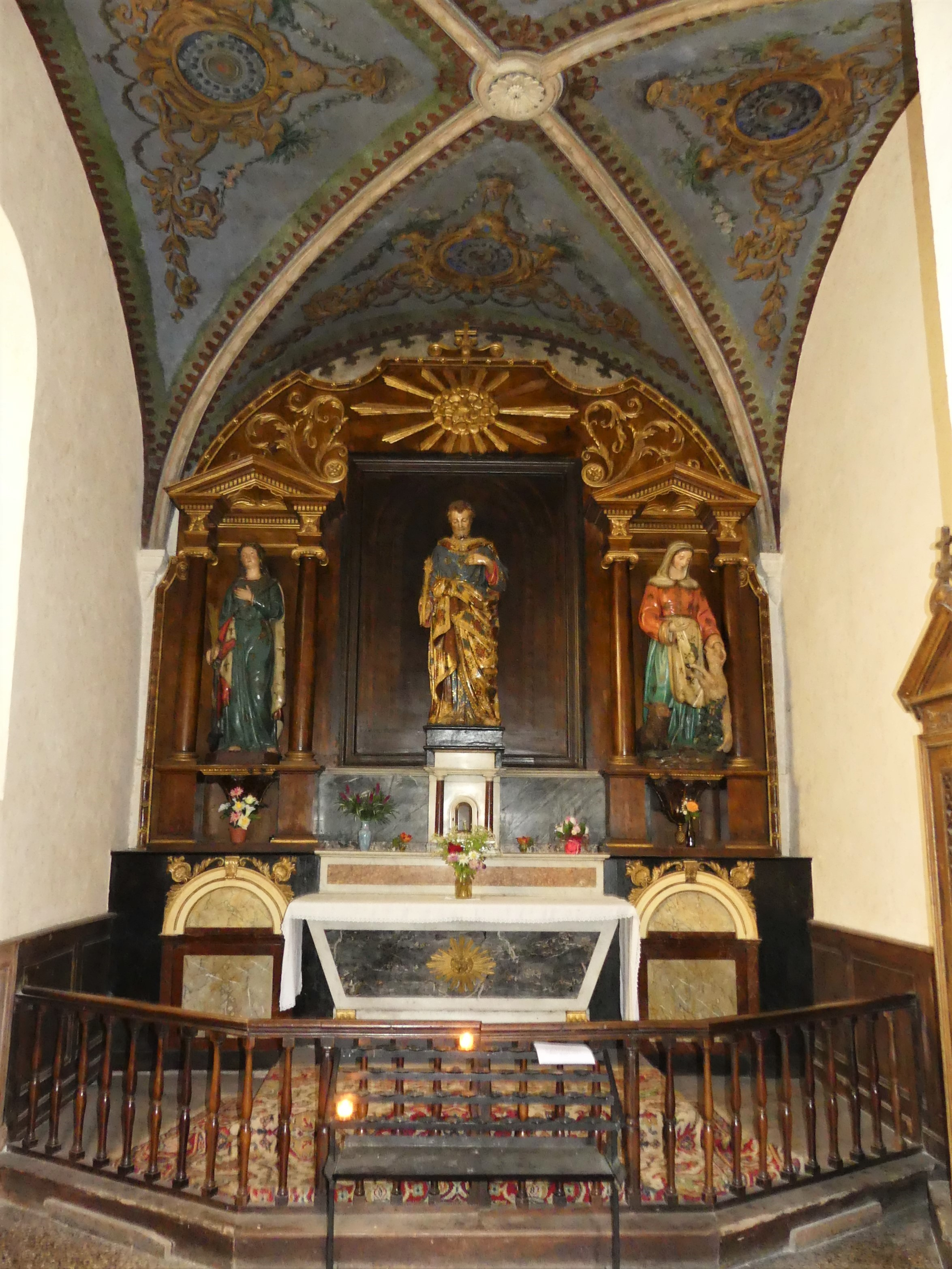
La chapelle de saint Joseph et son retable.

## Mobilier
L'intérieur de l'église recèle trois tableaux du XVIIIe siècle inscrits en 1999 au titre des monuments historiques :
- l'Adoration des bergers[8] ;
- l'Adoration des mages[9] ;
- la Crucifixion aux anges[10], une adaptation du Crucifix aux anges de Charles Le Brun (1661).

D'autres objets mobiliers présentent également un certain intérêt :
- la chaire à prêcher en bois datant de la fin du XVIIIe, début du XIXe siècle[11] ;
- l'orgue de tribune a été construit en 1873 par le facteur Rocourt[2] ;
- les peintures du plafond du chœur de Jean Bernard 1939-1940[6] ;
- le retable de saint Joseph du XIXe siècle[12] ;
- une statue du XIXe siècle en marbre de la Vierge à l'Enfant de François Mahoux[13] ;
- deux tableaux du peintre Bagou :
  - l'un de 1849 représentant la Sainte Famille ; c'est une copie de La Grande Sainte Famille de François Ier de Raphaël (1518) conservée au musée du Louvre[14] ;
  - l'autre de 1850 ou 1851 représentant l'Assomption de la Vierge[15] : il s'agit d'une copie de l'Assomption de la Vierge ou L'Immaculée-Conception de Murillo (vers 1678), conservée au musée du Prado, à Madrid[16] ;
- seize vitraux réalisés en trois périodes différentes :
  - sept verrières en 1869 des chapelles et du chœur par Grenade et Besseyrias de Rodez[4] ;
  - une verrière en 1921 par l'atelier Louis Gesta de Toulouse[5] ;
  - huit verrières en 1982 par Claude Baillon[7].

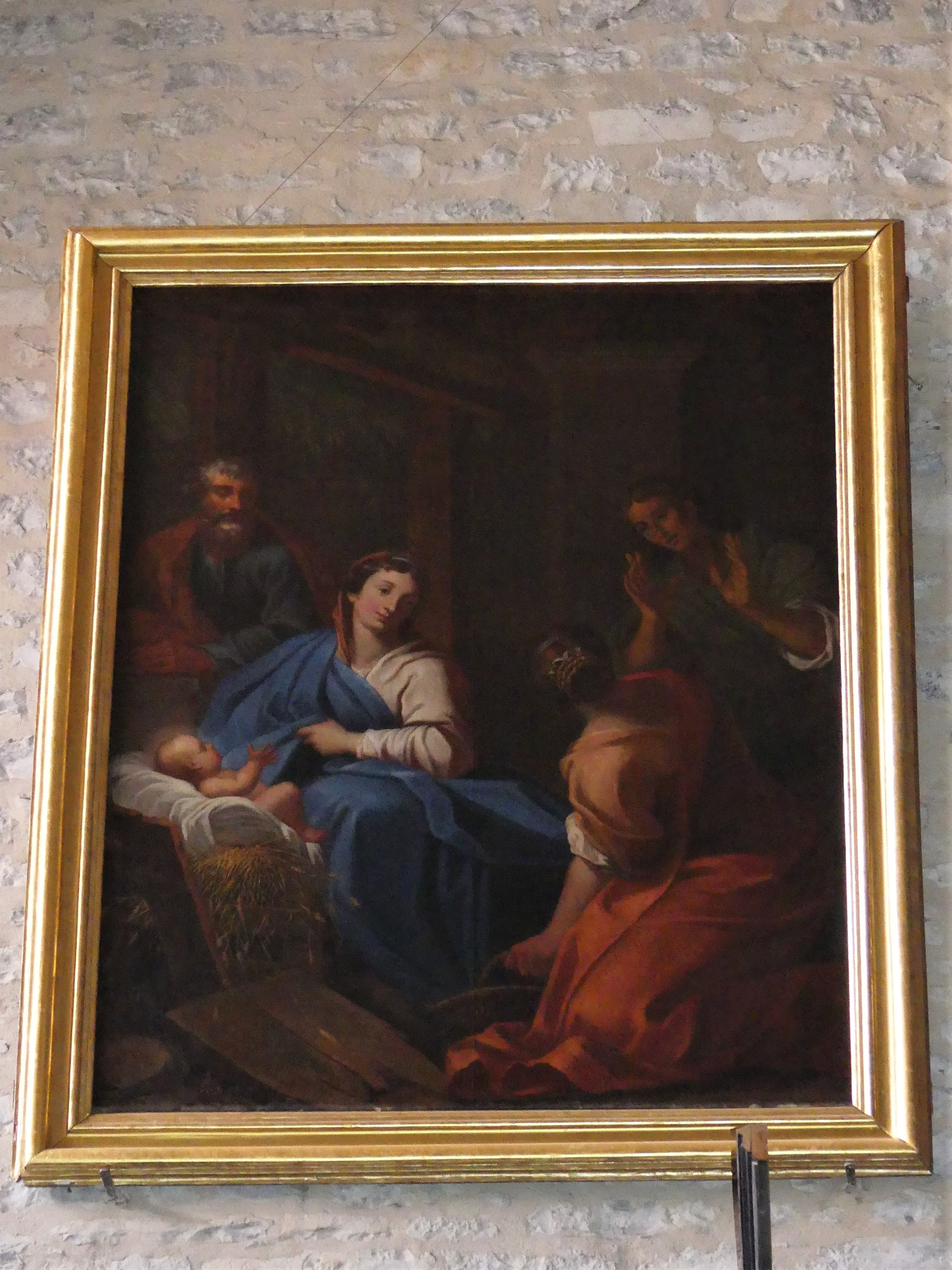
L'Adoration des bergers.
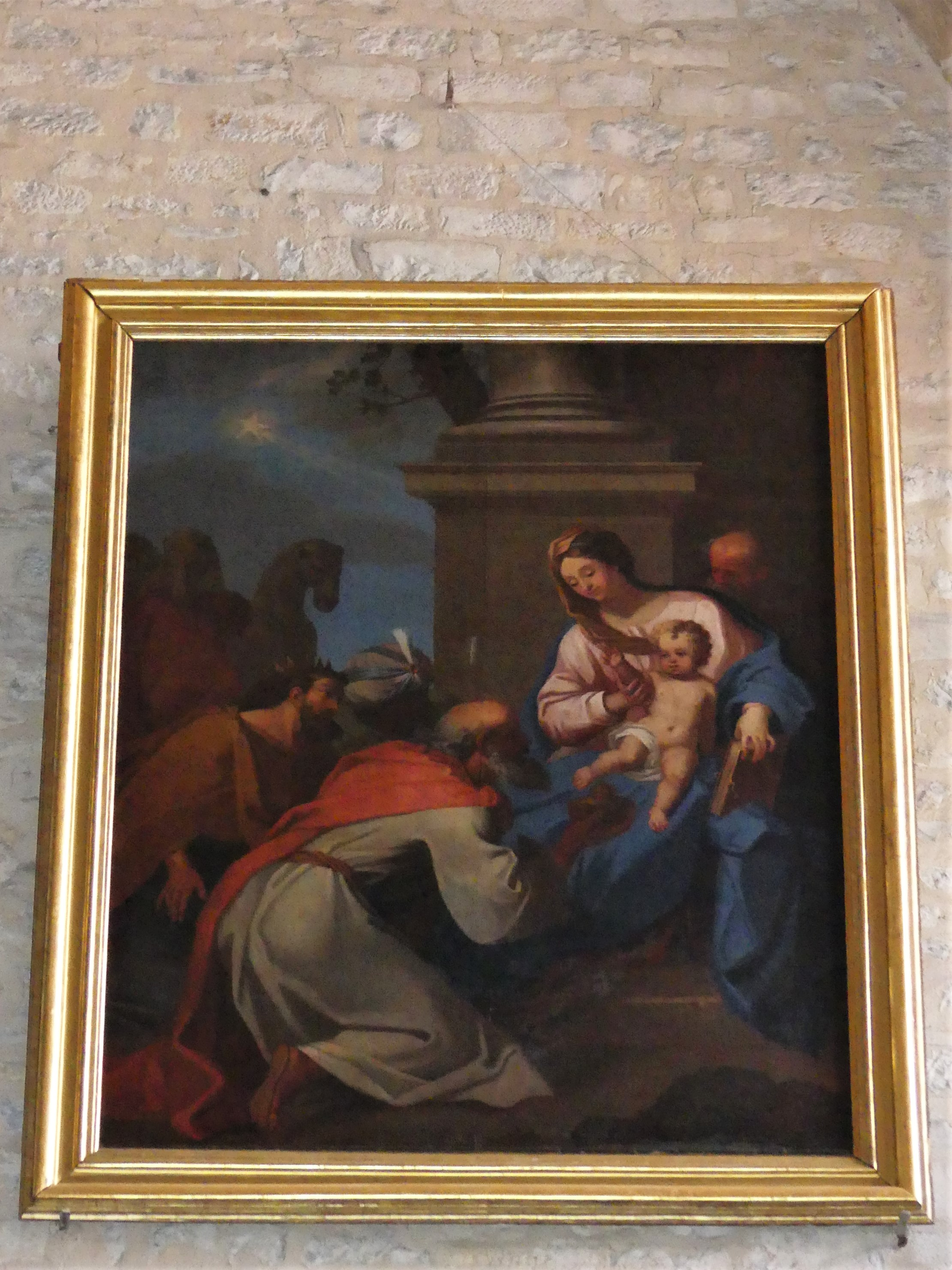
L'Adoration des mages.
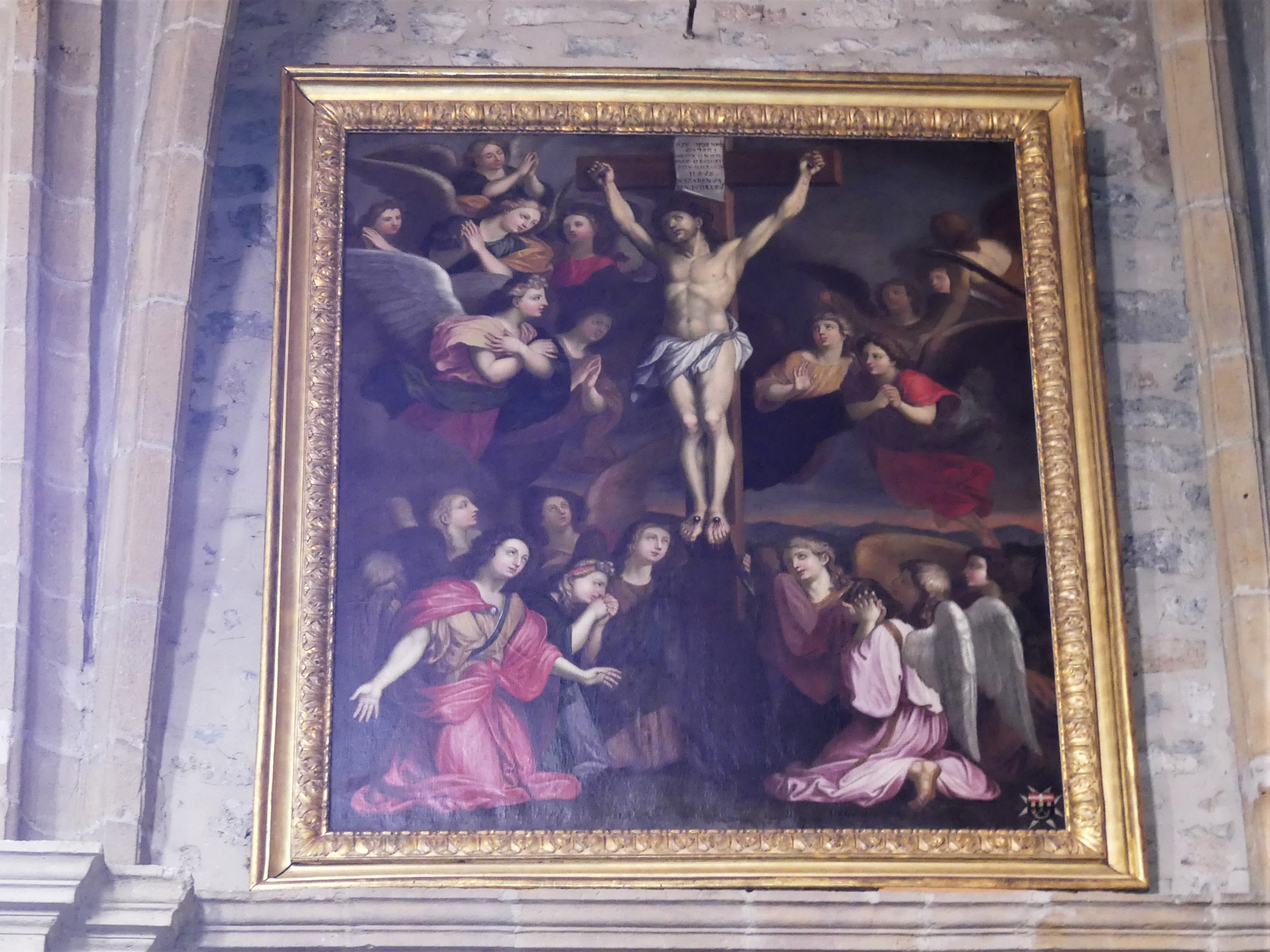
La Crucifixion aux anges.
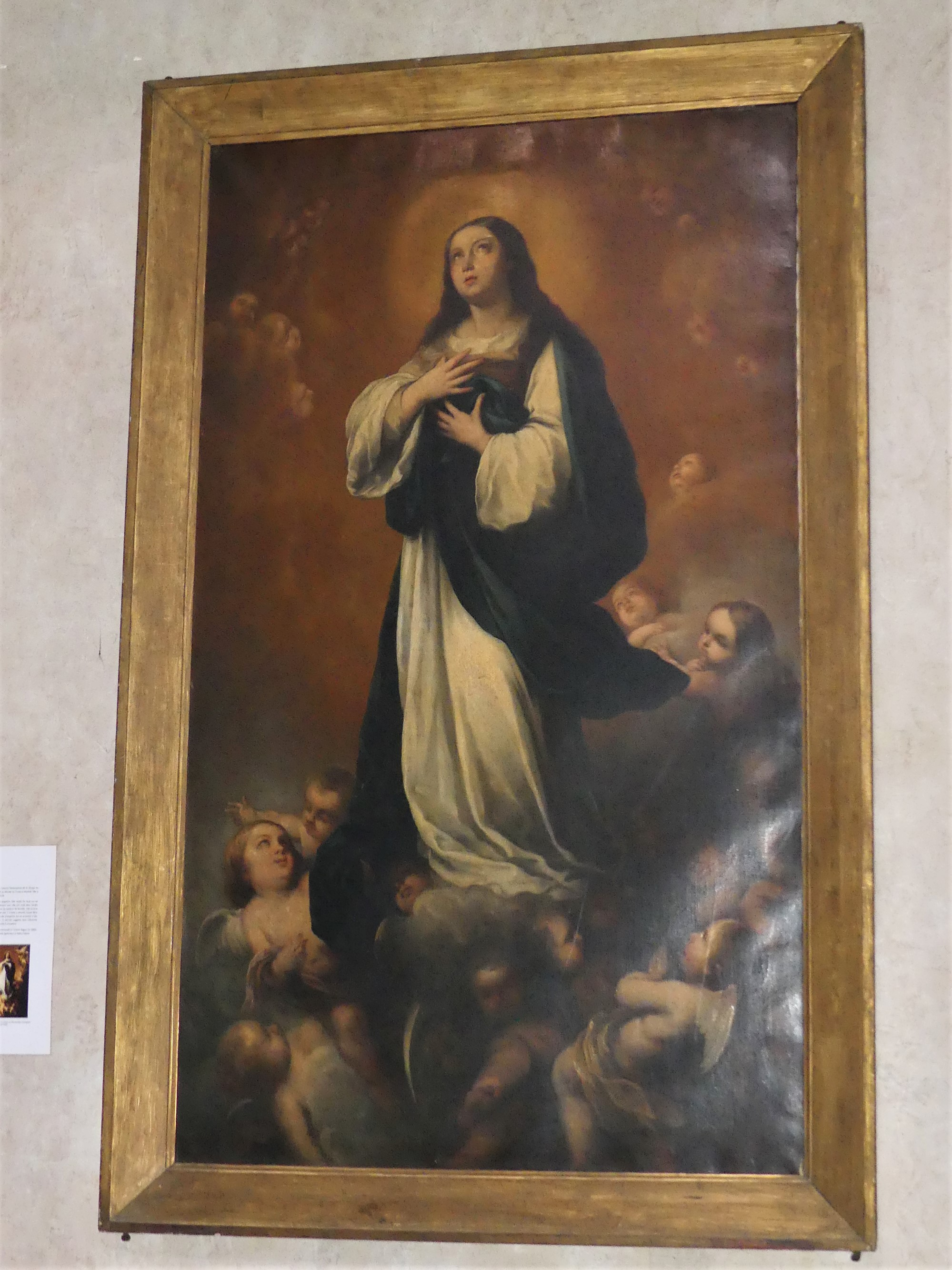
L'Assomption  de la Vierge.
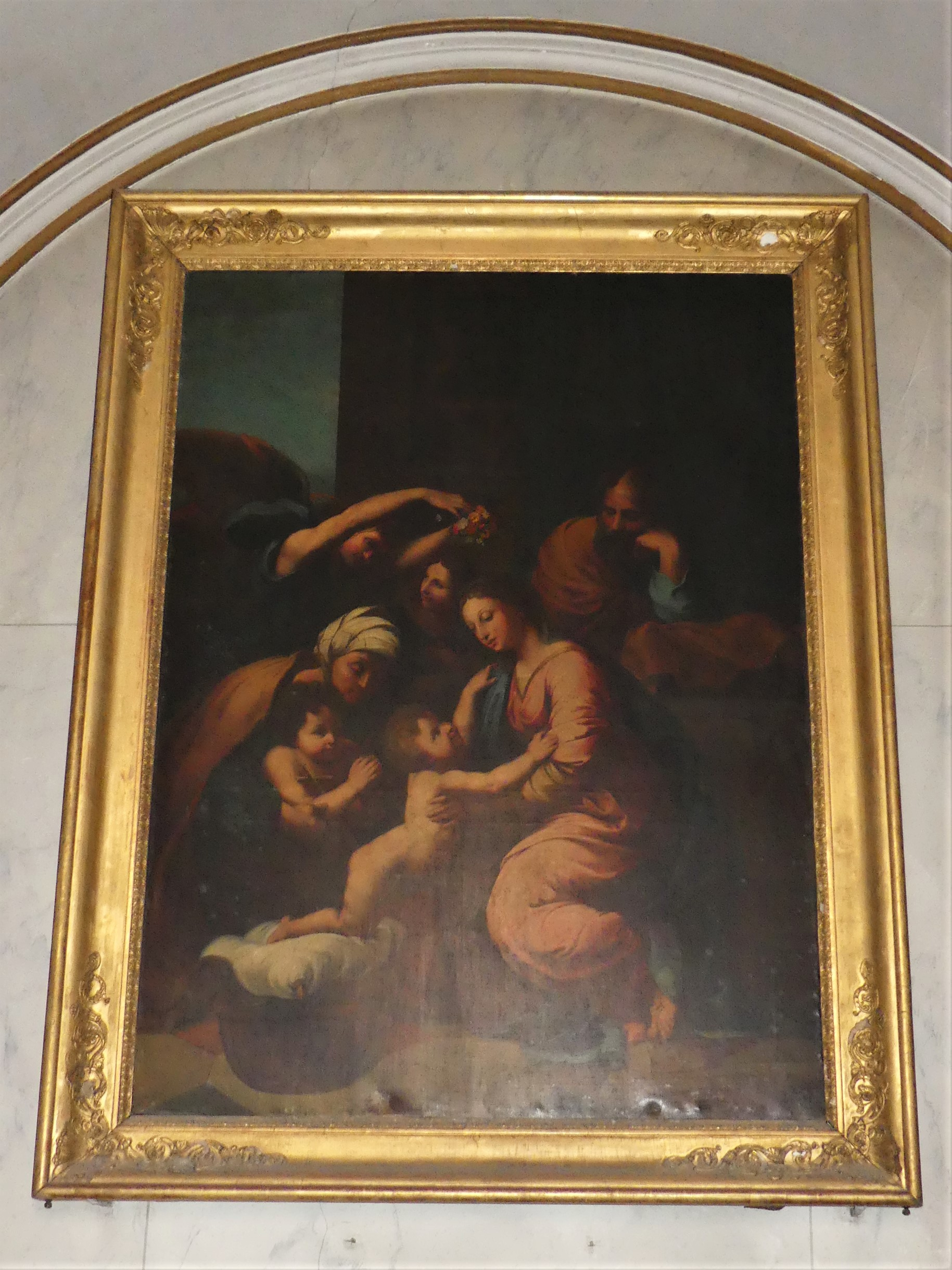
La Sainte Famille.
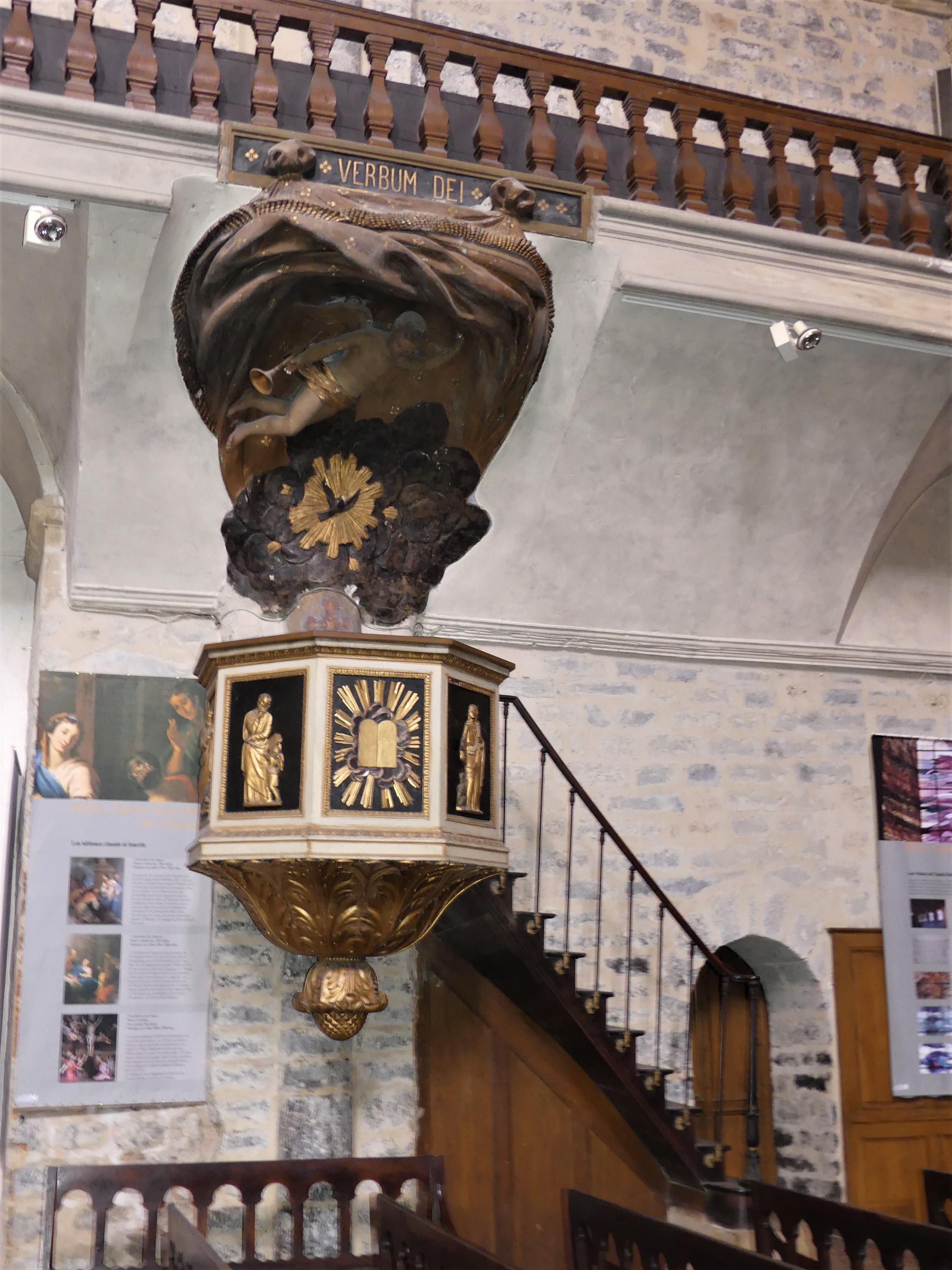
La chaire.
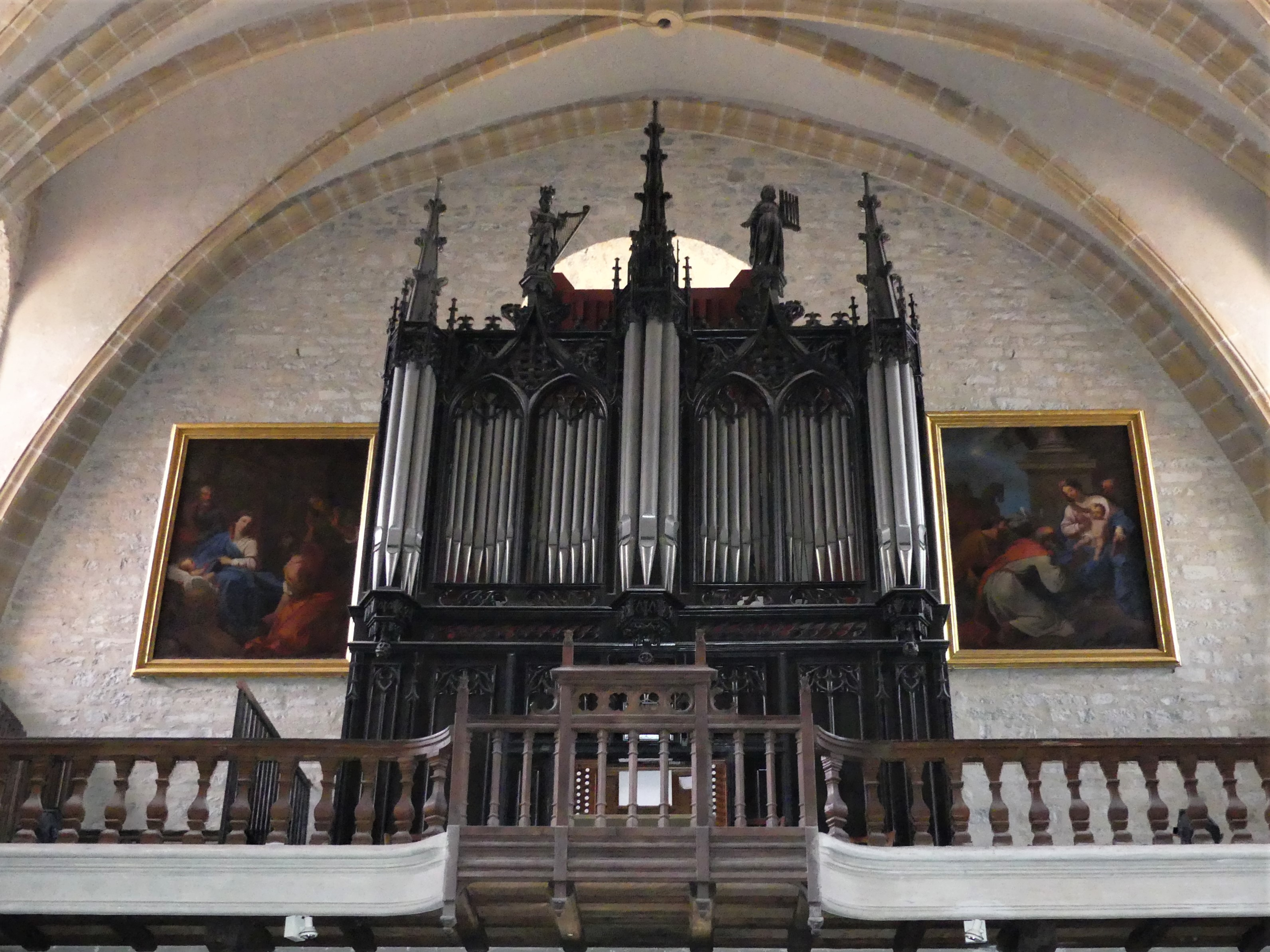
L'orgue.
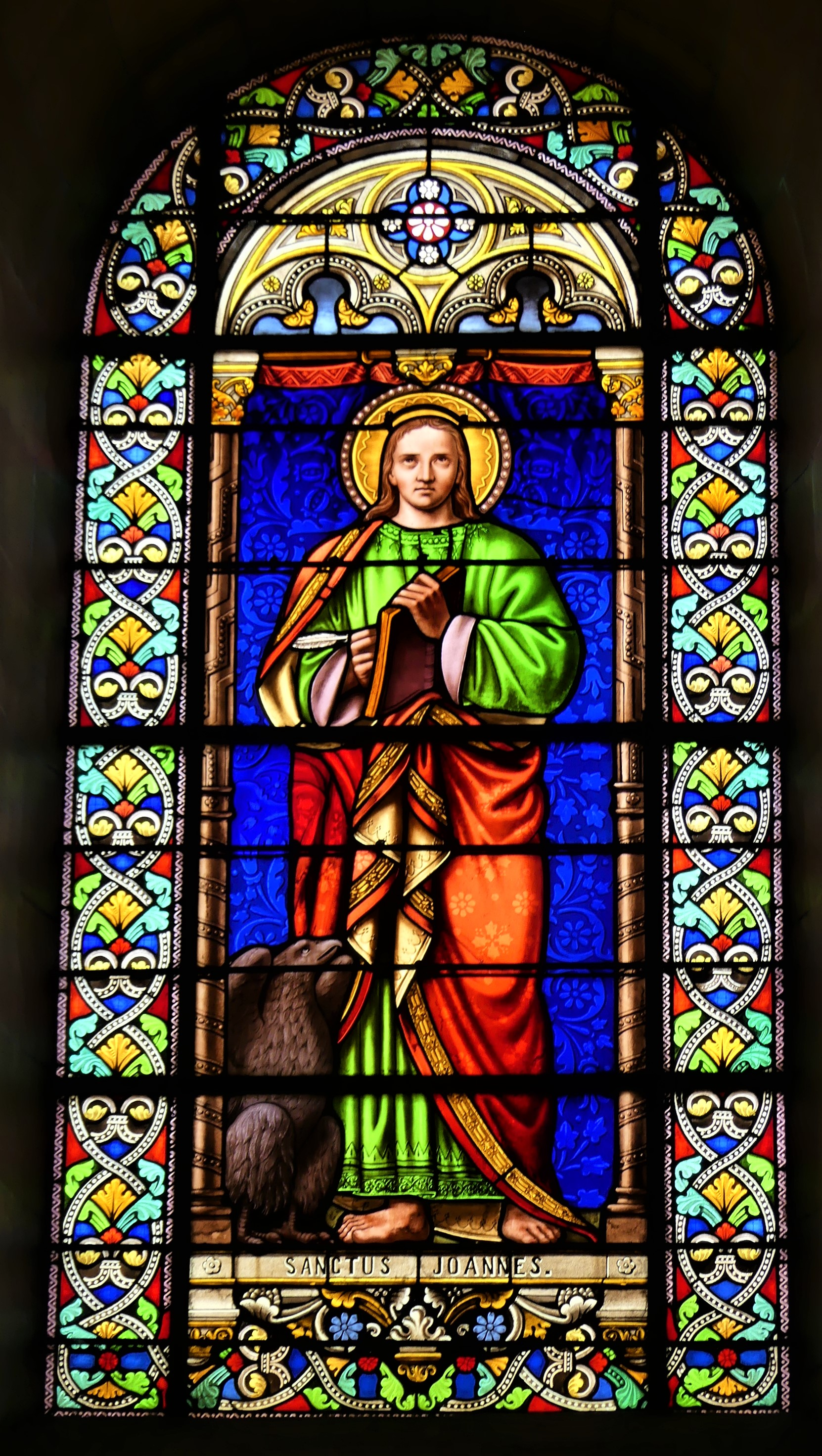
Vitrail de 1869 de Grenade et Besseyrias.
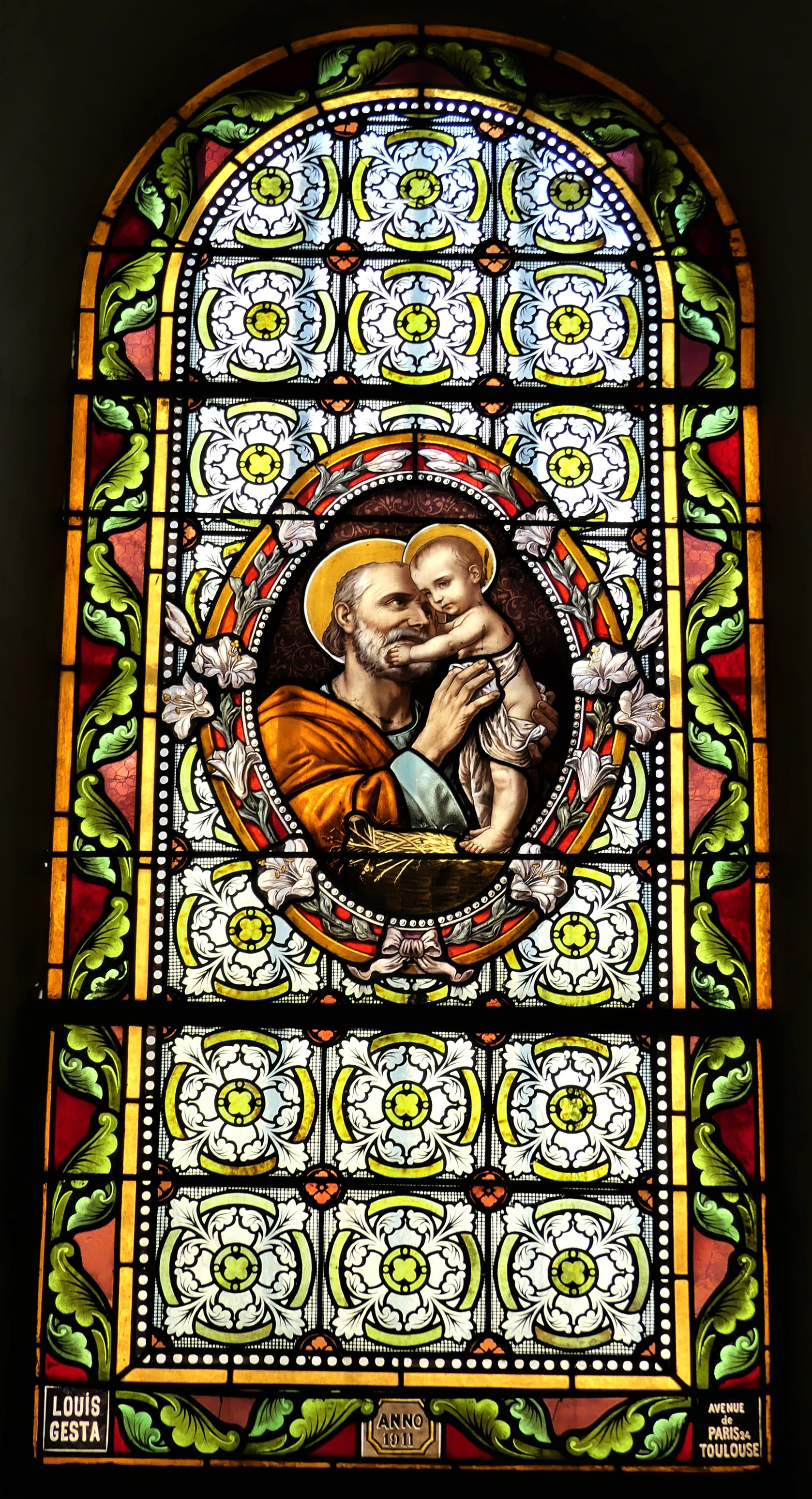
Vitrail de 1911 de l'atelier Louis Gesta.